# Clinton (engelsk släkt)
Clinton är en engelsk adelsätt, som 1572 erhöll earlvärdighet (av Lincoln). Den 9:e earlen, Henry Fiennes Clinton, ärvde efter sin morbror Thomas Pelham titeln hertig av Newcastle och blev ägare av en mängd rotten boroughs, som valde parlamentsmedlemmar i whigpartiets intresse. Han ändrade släktnamnet till Pelham-Clinton. Den grenen utdog 1988.